# Красимир Балъков
Красимир Генчев Балъков е български футболист, един от най-добрите полузащитници в националния отбор и треньор по футбол. Избран е в идеалния отбор на Световното първенство през 1994 г. и в идеалния отбор на България за всички времена.
Роден е на 29 март 1966 г. във Велико Търново. Играе за Етър (1983 – 1990), Спортинг Лисабон (1991 – 1995) и Щутгарт (1995 – 2003).

## Футболна кариера
В А група има 143 мача и 35 гола. Бронзов медалист от първенството през 1989 и 1990 г. с Етър, трето място за Купата на България през 1986 г., играе през есента на шампионския сезон 1990/1991 г. Печели Купа Интертото с Етър, през юли 1987г с 6 мача и 4 гола.
Носител на Купата и Суперкупата на Португалия през 1995 със Спортинг, финалист за купата през 1994, вицешампион през 1995 и бронзов медалист през 1991, 1993 и 1994, обявен е за най-добър футболист в Португалската Суперлига през 1992 г. от в. „А Бола“. Носител на Купата на Германия през 1997 с ФФБ Щутгарт, вицешампион през 2003, финалист за КНК през 1998, носител на Купа Интертото през 2000 и 2002 г.
Определен за най-добър играч в Щутгарт, с най-висока заплата (6 млн. марки годишно) от всички играчи в Бундеслигата. В Германия Бала, както е популярен там, направи фурор още през първия си сезон. Той стана част от триото Балъков-Бобич-Елбер.
Футболист № 1 на България през 1995 и 1997 г. Дебютира за националния отбор на 2 ноември 1988 г. в световна квалификация срещу Дания (1:1 в Копенхаген). Последния му мач е на 30 април 2003 г. срещу Албания (2:0 в София).
Изиграл е 92 мача, в които е отбелязал 16 гола. Участва на СП-1994 в САЩ, (играе в 7 мача, заедно с Христо Стоичков е в идеалния отбор на първенството), на СП-1998 във Франция (в 3 мача) и на ЕП-1996 в Англия (в 3 мача). На 29 май 2003 г. е прощалният му мач в Щутгарт между „Дрийм тим“, съставен от световни звезди като Бебето, Юрген Клинсман, Томас Хеслер, Гуидо Бухвалд, Роберт Просинечки и др., (както и български звезди като Борислав Михайлов, Наско Сираков, Йордан Лечков, Емил Костадинов, Петър Хубчев, Любослав Пенев) срещу отбор, съставен от негови бивши съотборници като Дунга, Джоване Елбер, Фреди Бобич и др.

## Треньорска кариера
От юли 2003 г. става помощник-треньор на Щутгарт.
В средата на януари 2006 г. Красимир Балъков започва и официалната си самостоятелна треньорска кариера – назначен е за старши треньор на швейцарския Грасхопър, като подписва договор за година и половина. През май 2007 г. е уволнен от Грасхопър. На 29 октомври 2007 става старши треньор на „Санкт Гален“. Успява да класира отбора в зоната, даваща право на баражи. 
От януари 2008 до 6 декември 2010 г. води отбора на Черноморец (Бургас). Съвместно със своя съотборник от Щутгарт Фреди Бобич изготвят проект за дългосрочното развитие на клуба с изграждане на съвременна спортна база за подготовка на първия отбор и част от юношеските формации. Проектът не е реализиран от изпълнител. Балъков ръководи Черноморец в 60 мача, от които 29 победи, 16 наравно и 15 загуби. 
От май 2011 до март 2012 година Балъков е старши треньор на Хайдук (Сплит) в 28 мача, в които постига 16 победи, 5 равни и 7 загуби. Отборът става втори във временното класиране и сигурен участник в Евротурнирите. 
През март 2012 година приема предложение на ръководството на Кайзерслаутерн, който обаче е на последно място в Бундеслигата и не успява да се спаси от изпадане. 
На 27 май 2014 г. официалният сайт на Литекс (Ловеч) съобщава, че Балъков ще е новият старши треньор на отбора. Договора му е за срок от 2 години, а официалното му представяне като треньор е на 10 юни 2014 година.
През 2017 г. Балъков работи като директор скаут в ЦСКА (София), а на 2 януари 2018 г. поема тима на Етър (Велико Търново).
През 2019 г. ръководи националния отбор на България в 6 мача без победа и на 18 октомври 2019 подава оставка. 
На 4 юни 2020 г. е обявен официално за старши треньор на ЦСКА 1948. През 2021 г. напуска отбора.
На 5 май 2023 г. е обявен официално за старши треньор на Септември (София). На 12 октомври 2023 г. напуска отбора.
На 22 април 2024 г. е обявен официално за старши треньор на Локомотив (София). На 17 юни 2024 г. напуска отбора след като изпълнява задачата да спаси отбора от изпадане във Втора лига.

## Статистика по сезони
- Етър – 1983/пр. – А група, 2 мача/0 гола
- Етър – 1983/1984 – А група, 17/2
- Етър – 1984/1985 – А група, 30/6
- Етър – 1985/1986 – А група, 5/3
- Етър – 1986/ес. – А група, 1/0
- Етър – 1987/1988 – А група, 18/2
- Етър – 1988/1989 – А група, 29/9
- Етър – 1989/1990 – А група, 30/10
- Етър – 1990/ес. – А група, 11/3
- Спортинг – 1991/пр. — Португалска лига, 18/4
- Спортинг – 1991/1992 – Португалска Суперлига, 32/7
- Спортинг – 1992/1993 – Португалска Суперлига, 32/12
- Спортинг – 1993/1994 – Португалска Суперлига, 29/15
- Спортинг – 1994/1995 – Португалска Суперлига, 27/6
- ФФБ Щутгарт – 1995/1996 — Бундеслига, 34/7
- ФФБ Щутгарт – 1996/1997 – Бундеслига, 31/13
- ФФБ Щутгарт – 1997/1998 – Бундеслига, 31/11
- ФФБ Щутгарт – 1998/1999 – Бундеслига, 24/5
- ФФБ Щутгарт – 1999/2000 – Бундеслига, 30/6
- ФФБ Щутгарт – 2000/2001 – Бундеслига, 28/6
- ФФБ Щутгарт – 2001/2002 – Бундеслига, 30/4
- ФФБ Щутгарт – 2002/2003 – Бундеслига, 28/2